# Giovanni Andrea Gregorini
Giovanni Andrea Gregorini (Vezza, 30 agosto 1819 – Buffalora, 3 ottobre 1878) è stato un imprenditore e politico italiano.

## Biografia
Nasce a Vezza d'Oglio dall'omonimo padre Giovanni Andrea Gregorini, commerciante in ferrarezza.

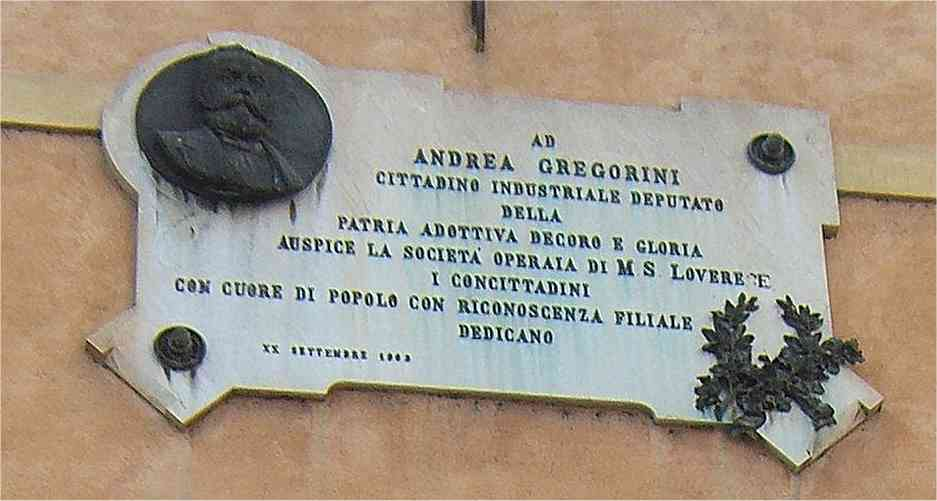
lapide sulla facciata di palazzo Tadini a Lovere in memoria di Andrea Gregorini

Entra nell'attività assieme al padre e nella prima metà dell'Ottocento si espande nella media Val Camonica acquistando concessioni estrattive dalle potenti famiglie dei Panzerini, Simoncini e Franzoni.
Nel 1855 acquista a Castro uno stabilimento che produceva attrezzi agricoli (armeria in epoca veneta) e ne fa il maggiore centro siderurgico dell'area (Oggi Lucchini).
Tra il 1860 e 1870 acquisisce il monopolio estrattivo di tutta la Val Camonica, con forte scontro con le comunità locali di Paisco e Malonno
Nel 1870 è eletto deputato al parlamento. Sarà anche sindaco di Castro.